# قلعه کانبارا
قلعه کانبارا (به ژاپنی: 蒲原城 かんばらじょう)، یک قلعه ژاپنی در بخش شیمیزو-کو، شیزوئوکا، شهر شیزوئوکا استان شیزوئوکا، قبلاً ولایت سوروگا، در کنار خلیج سوروگا ژاپن بود.
در دسامبر ۱۵۶۸، اتحاد سه‌گانه کای-ساگامی-سوروگا فروپاشید و تاکدا شینگن حمله به سوروگا را آغاز کرد. در اولین تهاجم، شینگن بدون تصرف قلعه کانبارا وارد سونپو شد.
نیروهای کمکی به رهبری هوجو اوجینوبو که توسط هوجو اوجیماسا برای نجات خاندان ایماگاوا فرستاده شد، وارد قلعه کانبارا شدند و از آن به عنوان پایگاهی برای مهار ارتش تاکدا استفاده کردند، بنابراین شینگن چاره ای جز عقب‌نشینی از ولایت سوروگا نداشت. ایماگاوا اوجیزانه که برای بازپس‌گیری سوروگا از قلعه کاکه‌گاوا بازگشته بود نیز برای مدت کوتاهی وارد قلعه شد.
از ماه نهم تا دهم سال ۱۲ ایروکو (۱۵۶۹)، تاکدا شینگن به قلعه اوداوارا حمله کرد. در نتیجه، خاندان هوجو مجبور به بازسازی قدرت نظامی خود شد.
در پایان سال ۱۲ ایروکو (۱۵۶۹)، هنگامی که آنها دوباره حمله کردند، حمله ای تمام عیار انجام دادند و هوجو اوجینوبو، ارتش خاندان گو هوجو و ژنرال‌های ایماگاوا در نبرد کشته شدند و قلعه در روز ۶ از ماه دوازدهم سال ۱۲ ایروکو سقوط کرد. خود شینگن وارد قلعه شد، آن را بازسازی کرد و از آن به عنوان پایگاه دفاعی در برابر خاندان گو هوجو استفاده کرد. به این ترتیب طرف تاکدا کنترل قلعه را به دست گرفت.